# Georginio Wijnaldum
Georginio Gregion Emile Wijnaldum (* 11. listopadu 1990 Rotterdam) je nizozemský profesionální fotbalista surinamského původu, který hraje na pozici středního záložníka za saúdskoarabský klub Al Ettifaq FC a za nizozemský národní tým.
Účastník Mistrovství světa 2014 v Brazílii.

## Klubová kariéra
Profesionální fotbalovou kariéru zahájil ve Feyenoordu, s nímž vyhrál v sezóně 2007/08 nizozemský fotbalový pohár (KNVB beker) po výhře 2:0 ve finále nad Rodou Kerkrade. 27. února 2011 zavěsil při výhře 5:1 čtyři branky do sítě FC Groningen.
V červenci 2011 přestoupil za 5 milionů eur do konkurenčního PSV Eindhoven, se kterým se mu v sezóně 2011/12 opět podařilo vyhrát nizozemský pohár (výhra 3:0 ve finále nad Heracles Almelo).
V červenci 2015 odešel na své první zahraniční angažmá do anglického klubu Newcastle United, kde podepsal pětiletou smlouvu. 18. října 2015 vstřelil 4 góly v zápase Premier League proti týmu Norwich City FC, čímž výrazně přispěl k výhře 6:2.
V červenci 2016 přestoupil do klubu Liverpool FC za částku 25 miliónů liber (23 miliónů přestupová částka + 2 milióny v bonusech), kde podepsal pětiletou smlouvu.

## Reprezentační kariéra
Wijnaldum byl členem nizozemských mládežnických výběrů od kategorie U17.
V červnu 2013 byl nominován na Mistrovství Evropy hráčů do 21 let konané v Izraeli. 6. června se podílel jedním gólem na výhře Nizozemska 3:2 v základní skupině B nad Německem a 9. června opět jednou brankou na vysoké výhře Nizozemska 5:1 v základní skupině B nad Ruskem. Nizozemský tým si tímto výsledkem (a díky příznivé situaci v dalším utkání) zajistil účast v semifinále, kde vypadl po porážce 0:1 s Itálií.
V A-mužstvu Nizozemska debutoval 2. září 2011 pod trenérem Bertem van Marwijkem v kvalifikačním zápase se San Marinem. Nastoupil na hřiště v 86. minutě a v 90. minutě zaznamenal svůj první gól v národním týmu, kterým uzavřel skóre na konečných 11:0.
Trenér Louis van Gaal jej vzal na Mistrovství světa 2014 v Brazílii. Nizozemci se dostali do boje o třetí místo proti Brazílii, vyhráli 3:0 a získali bronzové medaile. V zápase o bronz vstřelil v závěru jeden gól.

## Osobní život
Vlastní nizozemské i ghanské občanství. Jeho mladším bratrem je fotbalista Giliano Wijnaldum.